# Chaungzon
Chaungzon är en kommun i Myanmar.   Den ligger i regionen Monstaten, i den södra delen av landet, 400 km söder om huvudstaden Naypyidaw. Antalet invånare är 157 432.